# Mykola Iščenko
Mykola Anatolijovyč Iščenko (in ucraino Микола Анатолійович Іщенко?, in russo Николай Анатольевич И́щенко?, traslitterazione anglosassone: Mykola Anatoliyovych Ischenko; 9 marzo 1983) è un ex calciatore ucraino, di ruolo difensore.

## Caratteristiche tecniche
È un difensore centrale.

## Carriera

### Club
Nel 2008 lo Šachtar lo acquista dal Karpaty, squadra con cui aveva debuttato, per 2 milioni di euro.

### Nazionale
Dopo 24 presenze con l'Under-21, ha esordito in Nazionale maggiore nel 2011.

## Palmarès

### Club

#### Competizioni nazionali
- Campionato ucraino: 3

Šachtar: 2007-2008, 2009-2010, 2010-2011
- Coppa d'Ucraina: 1

Šachtar: 2007-2008
- Supercoppa d'Ucraina: 2

Šachtar: 2008, 2010

#### Competizioni Internazionali
- Coppa UEFA: 1

Šachtar: 2008-2009